# Дорожня фреза

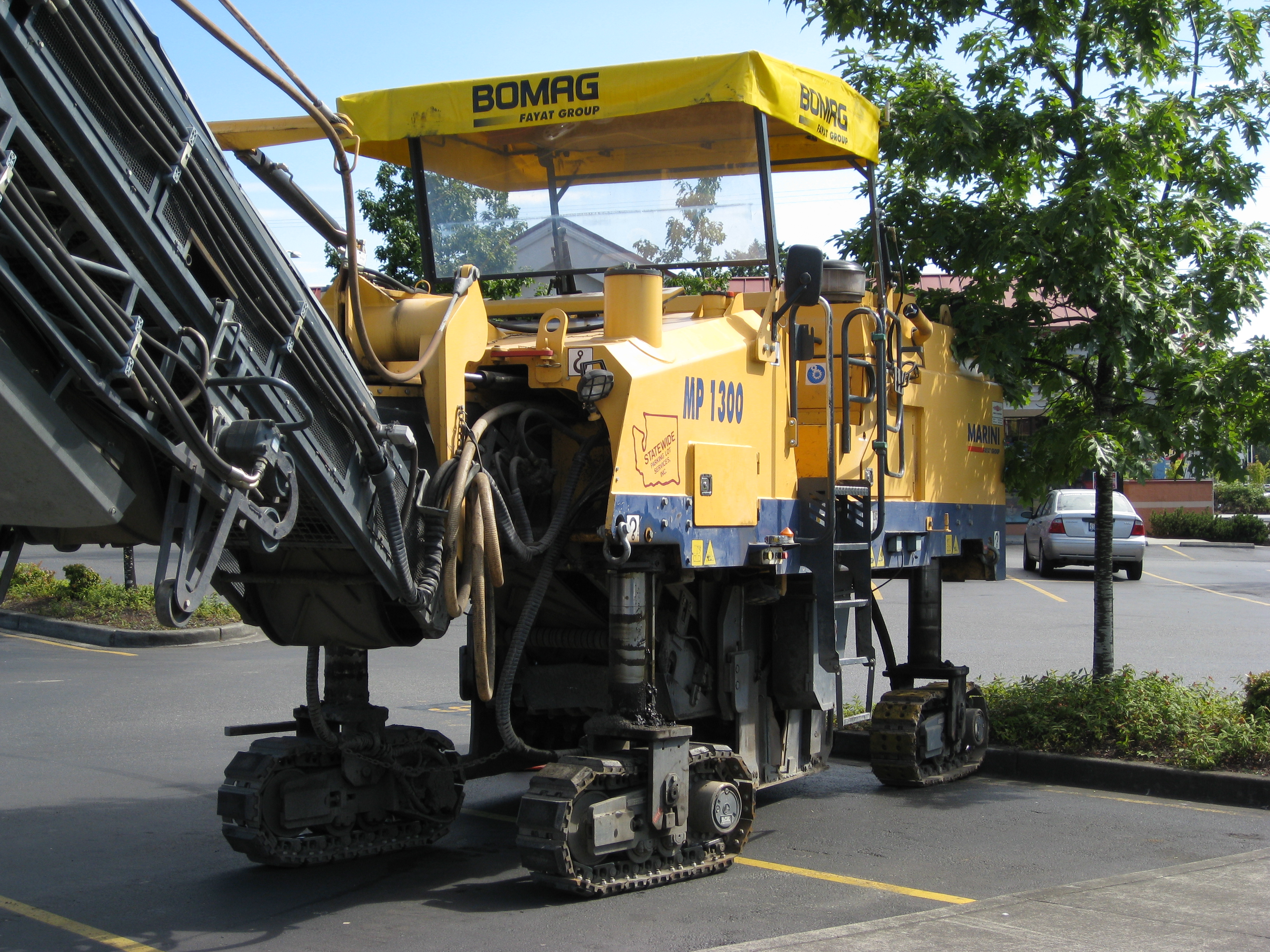
Дорожня фреза

Фреза дорожня — дорожня машина, призначена для розпушування і подрібнення ґрунту (в тому числі асфальтобетонних покриттів). Діляться на самохідні, навісні та причіпні. Використовується для фрезерування (видалення) верхнього шару дорожнього покриття та, в деяких випадках, подальшого збору знятого матеріалу для повторного використання. Часто використовується при ремонті автомобільних доріг.